# Бакуган
«Отчаянные бойцы Бакуган» (яп. 爆丸バトルブローラーズ бакуган батору буро:ра:дзу) — приключенческий аниме-сериал, созданный TMS Entertainment, Dentsu Inc. и Nelvana Animation под руководством режиссёра Мицуо Хасимото по мотивам японской карточной игры Bakugan, изданной Sega Toys. Премьерный показ сериала, состоящего из 52 серий, состоялся на японском телеканале TV Tokyo 4 апреля 2007 года.
Вскоре сериал был продлён, и с 12 апреля 2009 года по 9 мая 2010 выходил второй сезон сериала — «Отчаянные бойцы Бакуган: Новая Вестроя» (яп. 爆丸バトルブローラーズ: ニューヴェストロイア бакуган батору буро:ра:дзу ню: весутороиа), после окончания которого началась трансляция третьего и четвёртого сезонов.
В 2015 году Spin Master раскрыли, что у них были планы по перезапуску Bakugan. 30 ноября 2017 произошёл официальный анонс, и сериал получил название Bakugan: Battle Planet. Его премьера произошла 23 декабря 2018 года.

## Сюжет

### Сезон 1: Отчаянные бойцы Бакуган
На подростка Дэна Кузо и других ребят с неба посыпались необычные шарики и карты.Подростки собрали их и придумали стратегическую игру. В каждом шарике скрывался боевой монстр - бакуган, который приобретает свои реальные рост и способности во время игры. В картах содержатся способности для монстров, которые необходимы в бою для повышения особой силы G. Эту игру люди прозвали «Бакуганом».
Загадочный игрок по прозвищу Маска начал отправлять Бакуганов своих противников в измерение Смерти. Команда Дэна из шести детей, именуемая "Отчаянными Бойцами" выступает против Маски и завербованными им для своей цели бойцов, включая пять из десяти лучших в мире. Но Маска не является главным злом, за ним стоят бакуган Нага, что не имеет стихии, в отличие от остальных бакуганов, и человек с зелёной кожей по имени Хэл-Джи. Дэн решает, что бойцам нужно создать сильнейшего бакугана, для чего они начинают развивать своих напарников.

### Сезон 2: Отчаянные бойцы Бакуган: Новая Вестроя
Прошло два с небольшим года с тех пор, как Отчаянные Бойцы попрощались с бакуганами. Ребята уже успели вернуться к обычной жизни, как внезапно бакуган-напарник Дэна, Драго, прибывает на землю и просит того о помощи. Вместе с Маручо Дэн отправляется в Новую Вестрою. Планету, на которой жили бакуганы, захватили Весты — люди с планеты Вестал. Когда Дэн и Маручо попали в Новую Вестрою, они познакомились с Фронтом Сопротивления Бакуган, — восстанием борющимся за права бакуганов, в составе его предводительницы Миры Фермен, Эйса Грита и Бэрона Лэлтоя. Для освобождения бакуганов надо уничтожить "контроллеры измерения" — могущественные устройства лежащие в сердце каждого из трёх городов-колоний Вестов. Но им противостоят Вексы — это команда из шести элитных бойцов-вестов, каждый из которых является мастером стихий бакуган. Вскоре к Фронту присоединяется и Шун, и вместе им удаётся разрушить контроллеры и спасти Бакуганов.

### Сезон 3: Бакуган: Вторжение Гандэлианцев
После того, как бойцы одолели Зеногелда, они получают загадочное сообщение, в то же время к Маручо приходит некий Рэн Кроллер, и даёт ему базу данных ДНК множества бакуганов, на основе которых они создают "Бакуган Интерспейс" — игра в виртуальной реальности полного погружения. Вскоре после открытия на Интерспейс начинают нападать и похищать людей. Рэн раскрывает, что он — с планеты Ганделия, что была атакована коварными Нифианцами, и просит бойцов о помощи. В тот же день в Интерспейс прибывает загадочная Нифианская девушка и вызывает Дэна на бой. Узнав, что тот уже стал союзником Ганделианцев, она покидает Интерспейс и решает вернуться на Нифию, но её находит Шун, и выслушивает её версию истории. По словам девушки, что зовут Фабия, всё произошло наоборот — не Ганделианцы мирно жили вместе с бакуганами, а они напали на безобидных Нифианцев. Правда раскрывается, и Дэн, Маручо, Шун и их новый товарищ Джейк Вэллори оказываются втянуты в войну между королевой Нифии Сереной и императором Ганделии Барродиусом за владение Священной Сферой — артефактом, что таит в себе секрет происхождения бакуганов.

### Сезон 4: Бакуган: Импульс Мехтаниума: Часть 1
После победы над Бародиусом и его прислужниками, Отчаянные Бойцы возвращаются к мирной жизни. Но над "Бакуган Интерспейс" нависает новая опасность. Некий Маг Мэлл начинает являться вместе со своим бакуганом Рэйзеноидом во сне Дэну и Драго, постепенно сводя их с ума. Во время одной из битв Драго высвобождает внутреннее могучее существо, Мектогана, что способно сразить множество бакуганов за раз. Вместе с этим, Маг Мэлл выпускает на Интерспейс и Ганделию армию хаотических бакуганов и начинает раздавать бойцам всего Интерспейса "БакуНано", оружие невиданной мощи. Маг Мэлл питается энергией ненависти и желает уничтожить всё во всех мирах. Но смогут ли Дэн и Отчаянные Бойцы помешать ему? И кто же скрывается за этой золотой маской?

### Сезон 4: Бакуган: Импульс Мехтаниума: Часть 2
Вскоре после поражения Маг Мэлла и Рэйзеноида, бойцы основывают Бакуган-Сити — город, где бакуганы и люди мирно сосуществуют как одна большая и счастливая семья. Тем временем, в Измерении Смерти четыре Мектогана освобождаются от контроля своего создателя и уничтожают его. Покинув Измерение Смерти, они нападают на Бакуган-Сити, желая уничтожить всех бакуганов. Дэн и Драго одерживают над ними верх благодаря помощи Драгоноида Дэстроера, но Мектоганы не планируют останавливаться. Посредством человека по прозвищу Мудрец они заключают контракт с Девяткой, бандой из 8 злобных бакуганов, к которой раньше принадлежал их создатель, Фьюри, возглавлявший банду. Теперь бойцам предстоит одолеть восемь мстительных бакуганов из прошлого Драго и четырёх жестоких Мектоганов в их последнем приключении.

## Мир Бакуганов
Бакуганы живут в галактике под названием Вестроя. В давние времена Вестроя разделилась на 6 миров: мир Воды (Аквоса), мир Ветра (Вентуса), мир Земли (Сабтерры), мир Света (Хаоса), мир Тьмы (Даркуса) и мир Огня (Пайруса) — все бакуганы, ранее бывшие едиными, соответственно разделились на 6 стихий. В результате разделения Центр Вестрои также разделился на две части: Зону Бесконечности, заключающую в себе положительную энергию, и Зону Безмолвия, заключающую в себе отрицательную энергию. Также в момент разделения Вестрои родились два новых бакугана, не имеющие своей стихии, а соответственно, особой силы, белые или забытые бакуганы — Нага и Вэйв. Нага, лелеющий мысли о могуществе, решил захватить Зоны Бесконечности и Безмолвия. Но Зона Безмолвия втянула его в себя, а Зона Бесконечности вошла в его сестру Вэйв. Все это вызвало новый катаклизм в Вестрое, благодаря которому бакуганы попали на Землю. Там все они были свернуты в небольшие шары, которые умещались в руке. Люди подобрали «упавших с неба» бакуганов и придумали с ними игру. То же самое в своё время произошло и на Вестрое. После того, как Драгоноид совершил Волшебный Переворот и восстановил целостность Вестрои, соединив все шесть миров в один, разделение бакуганов на стихии тем не менее осталось.
В 3 сезоне бакуганов научились клонировать в виртуальной реальности «Бакуган ИнтерСпейс». В Нифии и Гандэлии бакуганы появились по-другому. Создатель бакуганов — Код жизни, который на самом деле является Священной Сферой Нифии. Все бакуганы с одной планеты. И когда мир бакуганов разделился на миры, подвластные стихиям, половина бакуганов отправилась в другую точку Вселенной (в Гандэлию и Нифию). В Гандэлии осталась большая часть бакуганов 6 стихий, а у нифианцев остались бакуганы Хаоса (остальных стихий бакуганов было мало).

## Bakugan: Battle Planet
8 ноября 2015 года во финансовых отчётах SpinMaster была указана информация о возможном перезапуске серии. В 2017 году был зарегистрирован товарный знак BAKUGAN BATTLE PLANET. А уже в марте 2018 был зарегистрирован логотип перезапуска. В ноябре того же года был изменён сайт bakugan.com, подтверждая и закрепляя раннюю информацию, а чуть позже было объявлено о создании TMS Entertainment Co. совместно с Nelvana тв-шоу и показе его на канале Cartoon Network . Сериал рассказывает о приключениях Дэна Кузо (англ. Dan Kouzo) и его друзей, известных как «Потрясающие» (англ. Awesome Ones). Во время съёмки одного видео, посвящённого исследованию Инцидента 12-летней давности, они обнаруживают расу инопланетных существ, именуемых Бакуганами. Вскоре они подружились с Бакуганами и начали сражаться друг с другом, защищая свой район от хулиганов, которые используют Бакуганов в злых целях.

## Игра Бакуган
Бакуган — стратегическая и тактическая игра. У каждого игрока есть «баку-под» — специальный прибор, показывающий уровень силы игрока и противника. Игроки могут использовать бакуганов разных стихий, но обычно они выбирают одну стихию, которая им наиболее подходит.
Согласно легенде, игра начинается с открытия поля игры, тогда игроки перемещаются в особое пространство между Землей и Вестроей. Попасть на поле игры могут не только игроки, но и любые люди, игрокам просто надо взять человека за руку в момент перемещения. Во время игры время в реальном мире, на Земле, якобы, останавливается незаметно для окружающих и «запускается» вновь после окончания боя.
Для начала боя игроки сбрасывают на поле «карты ворот». Каждый игрок может сбросить несколько карт, тем самым создавая различные комбинации. После на карты ворот игроки вбрасывают бакуганов.
Два бакугана соперников, сброшенные на одну карту ворот, начинают поединок. Силу бакугана определяет его уровень силы (G-сила), бакуган с большим количеством G выигрывает поединок. После окончания поединка бакуганы возвращаются к игрокам, карта ворот, на которой происходил бой исчезает. Проигравшие бакуганы больше не могут участвовать в схватке. С каждой стороны могут участвовать до трех бакуганов (существуют поединки один на один). Проигрывает тот игрок, у которого первыми проиграли все бакуганы.
Существует много видов поединков. Также можно активировать карты ворот, действие которых разнообразно. Кроме карт ворот игроки могут использовать карты способностей. Во время битвы каждый игрок может использовать только три карты способностей. Обычно карты способностей направлены на увеличение силы бакугана игрока или ослабление бакугана соперника. Кроме того у каждого бакугана есть свои индивидуальные способности, которые также активируются картами способностей, в том числе и картами слияния способностей.
Игроки также могут использовать сочетания стихий, активируя их картами способностей, если на поле находятся несколько дружественных бакуганов разных стихий. Карты Смерти — карты, отправляющие бакуганов, проигравших битву, в Измерение Смерти (своеобразная загробная жизнь для бакуганов). Карты Смерти активизируются в самом начале игры, просто запуская их в поле игры. В процессе игры карты можно отозвать.
В Новой Вестрое правила игры в бакуган значительно изменились. Для игры каждому игроку необходим гантлет (версия баку-пода у вестов). Для начала игры в гантлет вставляется карта ворот и игроки говорят «Гантлет, силовой удар!». Ни на Вестрое, ни на Земле игроки уже не перемещаются в специальное пространство и остаются в том месте, где они начинают битву. Время в течение игры на Вестрое не останавливается, хотя на Земле это правило по-прежнему действует. Теперь для всех битв игроками по очереди сбрасывается только одна карта ворот. Игроки проходят по тем же правилам с исключением, что проигравшие бакуганы по-прежнему могут участвовать в поединках. Теперь у каждого игрока есть определённое количество очков здоровья (шкала жизни), которое уменьшается от проигрыша в поединках. Окончательно проигрывает игрок, когда полностью теряет все здоровье. Количество уменьшения очков здоровья зависит, по видимому, от перевеса, с которым победил противник. Возможно, битва между равными по силе противниками может продолжаться бесконечно долго. Принцип боя тот же: побеждает бакуган с большим количеством G. Игроки также могут использовать карты способностей, но при этом они теперь не просто сбрасываются на поле, а для активации вставляются в гантлет. В Новой Вестрое появляются новые виды бакуганов — кибер-бакуганы и бакуганы-ловушки, которых можно сбрасывать во время битвы с противником независимо от того, участвует ли уже в битве бакуган игрока или нет. Если бакуган противника выигрывает с преимуществом в 500 G, проигравший бакуган переходит к победителю.
Во «Вторжениях гандэлианцев» правила игры в бакуган взяты из Новой Вестрои. Для начала игроки перемещаются на арену «Бакуган ИнтерСпейс». Потом у каждого игрока подсчитываются очки. Игра идёт по тем же правилам, что и у вестов, за исключением гантлета (в игре необходим бакуметр). Новинкой являются новый тип бакуганов — доспехи (боевой механизм). Они крепятся к бакуганам на игровом поле. Средняя сила — 900 G. Если бакуган высвобождает огромную силу, то он может активировать 2-й и 3-й уровень способностей доспехов, а если открыта карта ворот, синхронизированная с доспехами, то 2-й и 3-й уровень способностей доспехов также могут быть активированы.
В арсенале у Нифии есть мобильные боевые машины. У них другая функция — к ним крепятся бакуганы. Их сила и мобильность больше, чем у последних. У Дарака есть секретное оружие — Мега-Конструктор «Дарак Колоссус». Он состоит из двух доспехов и одной боевой машины. В отличие от остальных, они живые существа. После эволюции Дарака, Конструктор был убран.
В «Импульсе Мехтаниума» появился новый режим битвы. Правила просты — если бакуган в нокауте, то битва заканчивается. Для экономии карт появилась новая версия баку-пода. В нём «хранятся» карты способностей и карты ворот. Арена игры усовершенствовалась: перед битвой ИИ выбирает обстановку поля игры. Например — город, джунгли, лес, горы, пляж, вулкан и т. д. Появятся новые виды бакуганов: Мектоган, Мектоган Титан, БакуНано, БакуСтальная Ловушка, новые виды Боевых машин и броня бакугана.
Мектоган — это огромное существо с необычной силой. Они обычно появляется из-за огромного выброса энергии бакугана. Мектоган обладает мощными приспособлениями, такие как защитное поле, лазерные пушки и т. д. Его почти невозможно победить, также как и Мектогана Титана. Обычно они непослушные, однако у Анубиаса и Селлон были кольца, контролирующие Мектогана. БакуНано — это своего рода механизмы, помогающие бакуганам в бою. Они бывают в виде доспехов либо вооружения.

## Персонажи

#### Отчаянные бойцы
- Дэн Кузо, в оригинале — Данма "Дан" Кусо (яп. 空操 弾馬 Ку:со: Дамма) — главный герой. Обычный вспыльчивый и самоуверенный подросток из Уординктона (вымышленный город в США). Является организатором и лидером общества «Отчаянные бойцы Бакуган», в котором и состоит. Стремится стать лучшим бойцом бакуган в мире. Один из немногих игроков в бакуган, который понимает, что это не просто игра, а нечто гораздо более важное. Стихия его бакуганов — Пайрус. Главный бакуган — драгоноид Саламандер по кличке Драго. В «Новой Вестройе» Дэну исполнилось 15 лет. Узнав от Драго что мир Бакуганов — Вестройя вновь в опасности, он отправился в Вестройю. В Вестройе объединился с Фронтом Сопротивления Бойцов Бакуган. В этом сезоне он более ответственный, и у него романтические отношения с Руно. Главный враг сначала Спектра, а затем король Зеногелд. Его главным бакуганом остаётся Драго. Бакуган - ловушка — Скорпион. В Gundalian Invaders Дэн лучший в мире игрок в бакуган. Он по-прежнему является лидером команды. Теперь ему 16 лет. Дэн переехал в Бэйвью, где и встретил нового друга — Джейка Вэллори. В начале как и все остальные не верил Фабии. Позже он получил звание рыцаря замка, став элитным солдатом гвардии Нифии. Его партнёр по-прежнему Драго, только уже с гораздо большим уровнем силы. Доспехи — ДжэтКор, после эволюции — Кросс Бастер/Эксплозикс, а затем Аксатор. Мобильная машина — Рэйфус, потом Джаколир. В конце говорит, что любит Руно, после чего, он и Драго уплыли на паруснике в кругосветное путешествие, навстречу новым приключениям.
- Роль озвучивает Ю Кобаяси.
- Руно Мисаки — голубоволосая девушка с зелёными глазами. Всегда носит два высоких хвостика по бокам. Одета в жёлтый топик поверх розового и белой юбочкой с розовым ремешком. Ненавидит, когда другие думают, что смогут победить её только потому, что она девушка. Любимые цвета — синий, жёлтый и белый. Работает с родителями в их семейном кафе официанткой. Постоянно ругается с Дэном по каждому пустяку. Любит Дэна, но не признаётся в этом даже сама себе. Стихия её бакуганов — Хаос. Главный бакуган — Тигрэрра. В «Новой Вестройе» Руно 15 лет. Она 6 лучший в мире игрок. Сражалась только один раз. Когда Дэн в Вестройе — Руно очень волнуется, скучает и переживает за него. Продолжает это отрицать, но любит Дэна. Её Тигрэрра была превращена в бронзовую статую, но позже Дэн с друзьями её спас и она вернулась к Руно. Позже появилась во второй части Импульса Мехтаниума, как помощница Миры в лаборатории штаб-квартиры Отчаянных бойцов в Бакуган-Сити.
- Роль озвучивает Эри Сэндай.
- Маручо Марукура, в оригинале — Тёдзи "Мару-Тё" Марукура (яп. 丸蔵 兆治 Марукура Тё:дзи). Он имеет много друзей. Очень умный для своего возраста. Он был послушным мальчиком, потому что хотел угодить своим родителям, но все изменилось, когда он встретился с Отчаянными бойцами. Стихия бакуганов — Аквас. Главные бакуганы — Прейяс и Анджело/Дьябло. В Новой Вестройе ему 12 лет. Попал в Вестройю вместе с Дэном. И снова является «мозговым центром команды». Его главный бакуган — Эльфин. Его Прейяс был превращён в бронзовую статую, позже вернулся к Маручо. Таким образом, у Маручо два главных бакугана. Бакуган-ловушка — Трайпод Эпсилон. В Gundalian Invaders он третий лучший игрок в бакуган. Он самый умный в команде. Отлично разбирается в электронике. Подружился с Рэном, и долго не мог поверить в его предательство, считая, что Шун говорит неправду. Позже стал рыцарем замка, элитным солдатом гвардии Нифии. Ему 13 лет. Его бакуганом стал Аквимос (англ. Akwimos). Доспехи — Гигарт.
Роль озвучивает Рё Хирохаси.
- Джулли Трейл/Джулли Макимото, в оригинале — Джулли Хейвард (яп. ジュリー・ヘイワード Дзюри: Хэйва:до) — гламурная модница. Имеет беловатые волосы с синим оттенком и синие глаза. Есть старшая сестра, которой она подражала в детстве. Нравился Дэн, позже, её лучший друг Билли стал её бойфрендом. Всегда пытается оставаться оптимисткой даже тогда, если произошло что-то плохое. Стихия её бакуганов — Сабтерра. Главный бакуган — могучий великан Горем. В Новой Вестройе Джулли 15 лет. Она на 8 месте в рейтинге Бакуган. Работает официанткой в кафе у Руно. И когда Дэн с друзьями прибывает на Землю, Джулли всегда вместе с Руно их встречает. Её бойфренд по-прежнему Билли. В этом сезоне она почти не сражается, но всё же в нескольких битвах она участвует. Джулли проявляет интерес к Эйсу когда тот находится на Земле, однако она по-прежнему любит только Билли. Её Бакуган Горем был превращён в бронзовую статую, но позже был спасён и возвращён Джулли. В Gundalian Invaders переехала вместе с Дэном в Бэйвью. Работает в местном кафе официанткой. Дала Джейку советы с помощью которых он научился выигрывать. Ей 15 лет. Постоянно помогает бойцам во всём.
Роль озвучивает Риса Мидзун.
- Шун Казами (яп. 風見 駿 Кадзами Сюн), был лучшим игроком в бакуган, пока его не обогнал Маска. Стал замкнутым в себе и неразговорчивым после того, как его мать заболела. Считает что всего можно добиться в одиночку, и его друзья ему не нужны, однако меняет своё мнение после испытания Легендарных Воинов Вестройи и понимает что он нуждается в его друзьях. Однако всё же в общих разборках никогда не участвует. Всегда готов помочь друзьям если требуется его помощь. Он друг детства Дэна. Они вместе с Дэном придумали правила к стратегической игре бакуган, когда с неба упали карты. Его дед мечтает, чтобы Шун стал бойцом-ниндзя и поэтому запрещает ему играть в бакуган, но Шун противится этим запретам. Шун прекрасно владеет боевыми навыками. Отлично думает логически. Однажды ушёл из команды, когда Дэн в плохом настроении сказал ему что он не нужен бойцам. Но после победы над Комбо, Дэн нашёл его и попросил прощение, тогда Шун вновь присоединился к бойцам. Стихия его бакуганов — Вентус. Главный бакуган — Скайресс. В Новой Вестройе Шуну 15 лет. Очень рассудителен и осторожен. 3 лучший в мире игрок в бакуган. Отлично владеет искусством ниндзя. В Вестройю попал случайно, когда во время его тренировки перед ним открылся портал в Вестрою. Там он спас бакугана по имени Инграм, и Инграм рассказал ему, что происходит в Вестройе. Тогда он решил остаться в Вестройе — помочь бакуганам, и конечно спасти Скайрес. Позже он присоединился к Фронту Сопротивления Бойцов Бакуган. Его главный бакуган — Инграм, Скайресс была спасена, но решила остаться в Вестройе. Однако Скайресс прилетала помочь Шуну в битве. Бакуган-ловушка — Хайлэш. В Gundalian Invaders Шун как всегда холодный, спокойный и осторожный. Он второй в мире лучший игрок в бакуган. Шун раньше всех бойцов понял что Рэн — враг и вместе с Фабией, которой сначала поверил только он, они открыли глаза остальным бойцам. Позже капитан Элрайт посвящает его как и остальных бойцов в рыцари замка, делая элитным солдатом гвардии Нифии. Шуну 17 лет. Его новым партнёром стал Хактор (англ. Hawktor). Доспехи — Свейтер.
Роль озвучивает Тихиро Судзуки.
- Элис Гехабит (яп. アリス・ゲーハビッチ Арису Гэ:хабитти) — Русская, живёт в Москве. У неё пышные каштановые волосы, лучистые карие глаза и белая кожа без всяких изъянов. Всегда носит скромный желтоватый плащик поверх зелёной майки и белых шортов. В бакуган она не играет, но отлично разбирается в игре. Является внучкой Майкла Гехабита (Хелджи). Сама подрабатывает у родителей Руно в их семейном кафе, и мальчики ходят туда обычно не чтобы поесть, а узреть милую внешность Эллис, поэтому Руно часто ревнует к ней посетителей хоть они и лучшие подруги. Очень добрая, старается сделать всё возможное чтобы бойцы не ссорились между собой: не раз старалась помирить Дэна и Руно когда они поругаются, старалась вернуть Шуна когда он хотел уйти от бойцов и т. д. Позже выясняется о её раздвоении личности из-за негативной энергии в виде Маски. Ближе к концу сезона, личность Маски исчезает, а Элис получает Гидраноида и становится полноценным Отчаянным бойцом Бакуган. В Новой Вестройе Элис 14 лет. Является 2 лучшим в мире игроком. Она редко встречается с бойцами, так как живёт в Москве с дедушкой Майклом. Но всё же она помогает бойцам, когда нужно. Сражалась только один раз, но боялась сражаться из-за страха превратиться в Маску. Однажды она помогла Линку Волану, но он её обманул. Позже выяснилось что он влюбился в Элис, и прибыл на Землю предупредить её об опасности, но сделать этого не успел так как был побеждён принцем Хайдроном и отправлен в другое измерение, как было с Волтом Ластером. Её Гидраноид был превращён в бронзовую статую но после его спасения он вернулся к ней. В следующих сезонах Элис уже не появляется, но довольно часто упоминается Руно и Джулли. 
Роль озвучивает Мамико Ното.
- Джо Браун (web-мастер Джо) — редактор общества «Отчаянные бойцы Бакуган». Сначала болел, потом выздоровел благодаря Вэйф, направившей на него положительную энергию Зоны Бесконечности, и стал отчаянным бойцом. Имеет романтические отношения с одной из десяти лучших игроков — Чен-ли. Стихия его бакуганов — Хаос. Но после его бакуганом стала Вэйв.

#### Антагонисты
- Маска (Элис) — альтер-эго Элис Гехабит. Умеет летать, телепортироваться и искусно обманывать. Использует карты Смерти, способные убивать бакуганов, если они проиграли бой. У него есть отличительные черты — он носит огромные маскообразные очки и белый плащ. Был самым сильным бойцом бакуган. Верный слуга Наги и Хелджи. Стихия его бакуганов — Даркус. Главные бакуганы — Жнец и зубастый бескрылый дракон Гидраноид, являющийся самым сильным бакуганом Даркуса. В конце первого сезона Маска становится добрым и его личность исчезает по его же воле, и Гидраноид становится бакуганом Элис, так как она и есть Маска. Позже помогает Элис в борьбе с Шедоу Проувом, пробудив в ней боевой дух.

#### Другие персонажи
- Клаус фон Герцен — богатый и знатный молодой немец. Хладнокровный и утончённый. Имел самую большую коллекцию бакуганов всех стихий в мире. Один из 10 лучших игроков бакуган (был вторым в мире). Был завербован Маской и сражался против Отчаянных бойцов, но был ими побежден и стал впоследствии их союзником в борьбе с Нагой и Хелджи (вместе с Элис и Кристофером победил Рабиди). Сражаясь с Маручо, забрал у него Прейяса, но после вернул. После того, как Элис узнала, что она и есть Маска, Клаус помог ей осознать себя как Отчаянного бойца и обрести уверенность в себе. Во втором сезоне был намек на его романтические отношения с Элис, но в дальнейшем они развития не получили. Стихия его бакуганов — Аквас. Главный бакуган — русалка Сирена. После того, как Маска победил Клауса, Сирена была отправлена в Измерение Смерти, но после она вернулась к нему. Между Клаусом и Сиреной была особая близость, и он очень страдал, когда потерял её. В Новой Вестройе Клаус переехал на Вестал, где теперь ведёт успешный бизнес. Помог Эйсу в битве с Майлин, защитив Энергию Стихии Даркуса. Дал Чен-Ли поручение следить за Элис. Его бакуган по-прежнему Сирена.
- Чен-Ли — одна из 10 лучших игроков бакуган (была третьей в мире). Китаянка. Отлично владеет единоборствами. Была завербована Маской и сражалась против Отчаянных бойцов, но была ими побеждена и впоследствии стала им помогать (вместе с Джо она защищала Вэйф от Наги). Имеет романтические отношения с Джо Брауном, редактором «Отчаянных бойцов Бакуган». Стихия её бакуганов — Пайрус. Главный бакуган — Многоликий. После того, как Маска победил её, Многоликий был отправлен в Измерение Смерти, но после вернулся к ней. В Новой Вестройе Чен-Ли получила от Клауса гантлет, так как он попросил её следить за Элис. Когда на неё напали, Чен-Ли прибыла вовремя и помогла Элис в борьбе с Шедоу Проувом. Её главным Бакуганом остаётся Многоликий.
- Хулио Сантана — один из 10 лучших игроков бакуган (был четвёртым в мире). Высокий, мускулистый, обритый наголо парень. Испанец. Задиристый и самоуверенный. Был завербован Маской и сражался против Отчаянных бойцов, но был ими побежден и впоследствии помогал им (вместе с Шуном и Комбо победил Хереди). Стихия его бакуганов — Хаос. Главный бакуган — Око Света. Когда Хулио был побежден Маской, Око Света было отправлено в Измерение Смерти, но после оно вернулось к нему.
- Комба О’Чарли — один из 10 лучших игроков бакуган (был пятым в мире). Мальчик из Центральной Африки. Был завербован Маской и сражался против Отчаянных бойцов, но был побежден Шуном и стал его учеником. Вместе с Шуном и Хулио победил Хереди. Стихия его бакуганов —Вентус. Главный бакуган — девушка-птица Арфей. Когда Комбо был побежден Маской, она попала в Измерение Смерти, но после вернулась к Комбо. Они постоянно спорят и ругаются, но в целом их отношения дружеские.
- Билли Гилберт — один из 10 лучших игроков бакуган (был 10 в мире, но позже повысил свой рейтинг). Обычный немного самоуверенный подросток. Друг детства Джулли. Живёт в Лас-Вегасе, как и Джулли. Был завербован Маской и сражался против Отчаянных бойцов, но, когда по его вине Джулли едва не попала в Измерение Смерти, отказался сражаться против них. Впоследствии стал её парнем. Вместе с Джулли и Нене победил Триклоид. Стихия его бакуганов — Сабтерра. Главный бакуган — Циклоид. Когда Маска победил Билли, он попал в Измерение Смерти, но после вернулся к Билли. В Новой Вестрое он путешествует по миру и изучает разные виды спорта, периодически присылая Джулли открытки. В паре с Джулли сражался против Эйса, узнав что Эйс ей понравился. Случайно привёл за собой Майлин и Шэдоу в дом Маручо, которые с помощью этого поняли где находится Фронт Сопротивления. Его бакуган как и прежде Циклоид.
- Кристофер (в оригинале - Цуёши) — близкий друг Элис. Постоянно проигрывал и однажды, решив прекратить игру, хотел выбросить своего бакугана в реку. Однако сделать ему этого не дала Элис. Она научила Кристофера верить в свои силы, и он выиграл. Позже помог ей и Клаусу победить Рапиди. Стихия его бакуганов — Аквас. Главный бакуган — морская черепаха Джаггерноид.
- JJ Dolls (в оригинале - JJ Lips) — дуэт Дженни  и Джус (в оригинале - Кани и Наэ). Близняшки. Они известные певицы и обожают играть в бакуган. По просьбе Маски сражались против Дэна и Маручо, но проиграли. Помогли Маручо победить Тейгон. Стихия бакуганов Дженни —Аквас. Её главный бакуган — Рыцарь. Стихия бакуганов Джус —Сабтерра. Её главный бакуган — Сентипоид.
- Като — дворецкий Маручо. Постоянно помогает бойцам. Като называет Маручо не иначе как «Мистер Маручо». Однажды Хелджи старался выдать себя за Като, позвонив бойцам и дав им неверную информацию, но Шун мгновенно это понял, когда он сказал просто «Маручо», не добавив «мистер». Помогает бойцам даже, когда Маручо в Вестройе.

### Bakugan Battle Brawlers New Vestroia

#### Фронт Сопротивления Бакуган
Организация, возглавляемой Мирой в Новой Вестрое. Главная цель — освободить бакуганов и донести до Вестала, что бакуганы — разумный и мирный народ. Враги — Вексы, и все кто против их.
- Мира Фермин (англ. Mira Fermin) — Девушка-Вест, имеет рыжие волосы и синие глаза. Она первая из всех поняла, что бакуганы живые существа. Основала, состоит и руководит Фронтом Сопротивления Бакуган. Её отец — ученый, занимающийся изучением бакуганов и созданием кибер-бакуганов на основе ДНК настоящих. Очень привязана к своему брату Киту, и сильно по нему скучала, когда он пропал. Когда выяснилось что её брат — Спектра, она даже перешла за ним на сторону вексов, но быстро вернулась к бойцам (оказывается, она выясняла мотивы своего брата). Когда Кит присоединился к бойцам, была очень счастлива, и проводила с ним много времени, желая вместе с ним наверстать упущенное. Нравится Дэн. Спокойна и рассудительна, всегда верит в команду. Очень привлекательная. Виртуозно водит мотоцикл. Как сказал Дэн: «она звучит как Руно». Стихия бакуганов — Сабтерра. Главный бакуган — Вилда. Бакуган-ловушка — Балитон. После победы над Зеногелдом и её отцом, занялась разработкой высоких технологий Вестов, применяя гениальный ум своего отца, который она унаследовала. Появилась во второй части Импульса Мехтаниума как главный лаборант и одна из создателей Бакуган Сити.
- Эйс Грит (англ. Ace Grit) —  Имеет голубовато-серый цвет волос, и серые глаза. Очень горд и самоуверен, частенько презрительно относится к людям. Влюблен в Миру, однако Мира не очень-то обращает на это внимание. Эйс осторожен, но если дело касается Миры он забывает обо всём, и идёт ей на помощь. Часто проявляет антипатию к Дэну, это объясняется тем, что Мире нравится Дэн. Стихия бакуганов — Даркус. Главный бакуган — дракон-гуманоид Персиваль (англ. Percival). Бакуган-ловушка — Стрекоза, потом Рэдфлай.
- Бэрон Лэлтой (англ. Baron Leltoy) — слегка смешной парень. Хочет посмотреть и потрогать всё, что ему понравится. Ярый фанат Отчаянных бойцов Бакуган, особенно Драго и Дэна, которого называет не иначе как «Мастер Дэн», так как те являются легендарными героями Вселенной, прославившимися во время борьбы с Нагой и его воинством. В начале его вторым партнёром была Тигрерра (бакуган-напарница Руно), но он проиграл её Спектре. После этого боялся сражаться, потому что может потерять Нэмуса. Но позже он понимает что он должен сражаться, а не бояться боёв. Очень эмоционален. Имеет очень много братьев и сестёр. Сражался со своим цифровым аватаром. Стихия бакуганов — Хаос. Главный бакуган — Нэмус (англ. Nemus). Бакуган-ловушка — Пирсиан (Гардиан).

#### Вексы
Специальная организация, состоящая из 6 самых сильных бойцов-вестов. Они борются с Фронтом Сопротивления и относятся к бакуганам несколько по-другому, нежели бойцы. Служат Принцу Хайдрону и Королю Зеногелду.
- Спектра Фантом/Кит Фермин (англ. Spectra Рhantom/Keith Fermin) — первый предводитель Вексов. Носит красную маску. Позже выясняется, что он родной брат Миры. Ушел из Вексов в своих собственных интересах. Очень жестокий и хитрый. В 44-м эпизоде снял маску и окончательно присоединился к Фронту Сопротивления, желая работать вместе с лучшим. В 48-м эпизоде снова стал Спектрой, чтобы в паре с Мирой сразиться с Шедоу и Майлин. Стихия его бакуганов — Пайрус. Главный бакуган — дракон Гелиос (англ. Helios). Бакуган-ловушка — Металфэнсер. Спектра был первым бойцом, который использовал Боевой механизм (технология, разработанная Нифией и Гандэлией), взяв за основу фантомные данные (на самом деле, это было послание Фабии Шин, принцессы Нифии, отправленное ей во все измерения, чтобы найти сильных бакуганов и игроков, которые помогут Нифии в борьбе с Гандэлией), которые он получил незадолго до того, как он присоединился к операции по уничтожению Системы Bakugan Termination. Доспехи — Двойной Разрушитель, затем Заканатор. Появился в 4 сезоне, когда помогал бойцам сражаться с Маг Мэллом и его армией Хаос Бакуганов и Мектоганов. Также он поменял стихию с Пайруса на Даркус. Бакуган по-прежнему Гелиос, но теперь он Даркус Инфинити Гелиос.
- Гас Грав (англ. Gus Grav) — синеволосый парень. Близкий друг и соратник Спектры. Сражался со Спектрой и проиграл ему, после чего присоединился к Спектре. Очень лоялен ему и следует всем его приказам. Властолюбив и жаден. Ушел из Вексов вместе со Спектрой. Гас был предположительно убит во время битвы с королём Зеногэлдом, однако в 49-м эпизоде он был показан в тюрьме Дворца Матери. Более того, Гас оказался жив, что мы можем увидеть в следующей, 50-й серии. Там он разговаривал с Хайдроном, которого также отправили в тюрьму Дворца Матери после поражения. А в финальной битве вместе с Хайдроном помогал бойцам в бою с Зеногелдом. Стихия бакуганов — Сабтерра. Главный бакуган — Волкан (англ. Vulcan). Бакуган-ловушка — Гексадос. Появился в 4 сезоне 25-й и 26-й сериях, когда помогал бойцам сражаться с Маг Мэллом и его армией Хаос Бакуганов и Мектоганов. Как всегда на службе у Спектры. Его бакуган по-прежнему Волкан.
- Шедоу Проув (англ. Shadow Prow) — один из сильнейших бойцов Даркуса. Очень экстравагантная и необычная личность, в характере которой сочетаются и плохие и хорошие стороны. Он очень эмоционален и по-детски обидчив, зачастую не умеет проигрывать, особенно бои бакуган. Единственный, кто не сильно-то проявляет уважение к принцу Хайдрону, и даже наоборот, очень демонстративно выказывает своё невежество. На собраниях сидит в стороне, что говорит о его отдалённости от нормальных вестов. Его поведение можно счесть даже непристойным: он громко говорит на повышенных тонах, смеётся и высовывает при этом язык, довольно-таки часто меняя выражение лица. Но никто не знает, настолько ли он сумасшедший, каким хочет казаться, или просто излишне чувствителен. Его волосы белого цвета, глаза, которые периодами становятся разных размеров, красные. По непонятной причине, имеет когти и клыки. Основные цвета костюма — чёрный, жёлтый и фиолетовый. Шэдоу проводит очень много времени рядом с Майлин, хотя они не считаются официальными партнёрами. Очень часто он пытается навязаться ей, показушничает и постоянно что-то болтает. Она же, наоборот, пытается отделаться от него, игнорирует, обзывает и т. д. Если присмотреться внимательнее, можно понять, что Шэдоу это явно не нравится, но он, тем не менее, продолжает стоять на своём. Это является доказательством того, что он явно не равнодушен к ней. Он даже проявляет это в 49-й серии их с Майлин присутствия: когда их обоих начало уносить в другое измерение, он, вместо того, чтобы спасаться самому, схватил её за руку. Она конечно же сказала, что это глупо, на что он ответил, что ему было бы гораздо веселее отправиться неизвестно куда с новой лучшей подругой. Майлин лишь вздохнула и улыбнулась, так как не ожидала такого от того, кого считала лишь обузой. Главный бакуган — сначала Хэйдэс (бакуган, созданный на основе ДНК Гидраноида), после того как Хэйдэс был уничтожен во время боя с Элис и Чен-Ли, он был заменён на Мак Спайдера. Бакуган-ловушка — Фортрэс.
- Майлин Фэрроу (англ. Mylene Pharrow) — холодная красавица. Имеет голубоватые волосы и синие глаза. Самолюбивая и надменная. Была влюблена в Спектру Фантома. Очень коварна. Сильнее всех жестока по отношению к бакуганам. Отправлена в другое измерение вместе с Шедоу по собственной ошибке. Перед тем как её затянуло в другое измерение Мира и Кит старались ей помочь, но она сказала что лучше погибнет, чем примет помощь от врагов. Стихия бакуганов — Аквас. Главный бакуган — Элико (англ. Elico), позже механический бакуган Макьюбасс (англ. Macubass). Макьюбасс был расплавлен Вилдой во время поединка с Мирой, оставив только его ноги. Бакуган-ловушка — Трайпод Тетта.
- Линк Волан (англ. Lync Volan) — государственный шпион. Лживый, самолюбивый и лицемерный. Имеет розовый цвет волос и голубые глаза. В 47 серии выясняется что Линк влюблен в Элис — пытался её предупредить об опасности, отправившись на Землю. На Земле вынужден был сражаться с принцем Хайдроном и проиграл, не успев предупредить Элис. Хайдрон отправил Линка в другое измерение. Но несмотря на это, прежде чем Линк полностью отправился в другое измерение, он бросил свою перчатку, которую впоследствии нашла Элис. В ней та нашла карту памяти с разработками отца Миры и Кита — профессора Клэя (под разработками профессора Клэя подразумевается Альтернативное оружие — смертоносная боевая система, способная уничтожать целые Галактики). Позже с Волтом приходил к Хайдрону во сне, говоря, чтобы он победил отца и занял его место. Стихия бакуганов — Вентус. Главный бакуган — механическая птица Алтэйр (англ. Altair), которая сломалась в 11 эпизоде. В 9 эпизоде у Линка появился механический Вайерд, который мог объединяться с Алтейром. В 30 эпизоде его новым бакуганом стал Элуз (англ. Aluze), который является апгрейдом Алтэйра. Элуз был сломан в поединке с Хайдроном.
- Волт Ластер (англ. Volt Luster) — боец Хаоса. Большой и сильный. Излишне самоуверен и иногда задирист, но уважает своих противников. В 46-м эпизоде ушёл из Вексов, так как решил, что они зашли слишком далеко. Хотел вернуться на Вестал, но принц Хайдрон помешал ему: Волт победил его в битве, но принц отправил его в другое измерение, однако Волт дал обещание заставить Хайдрона заплатить за всю боль и все несчастья, которые он причинил невинным жителям. Затем он вместе с Линком приходил к Хайдрону во сне, говоря, чтобы он победил и сверг с престола своего отца. Главный бакуган — клоун-марионетка Бронтис (англ. Brontes), позже механический самурай Борэйц (англ. Boriates). Был очень привязан к Бронтису, и, когда Майлин выбросила его, был в ужасе. Ради того, чтобы вернуть его, сражался с Гасом, который подобрал и модифицировал Бронтиса при помощи Запретной Карты Икс Хаос Эффекта. В битве проиграл, а Бронтис был выброшен Гасом куда-то в Новую Вестройю. Бакуган-ловушка — Дайнэмо, во второй половине прибавляется Хэкстар.
- Принц Хайдрон (англ. Prince Hydron)— самолюбивый и алчный принц, сын Зеногелда. Почти все его подчиненные, вексы недолюбливают его. Принц Хайдрон заменил Гаса после того, как он ушёл из Вексов. Отправил Линка и Волта в другое измерение, однако после этого они постоянно приходили к нему во снах. Не получал от отца никакого одобрения, поэтому он мечтал занять его место на троне, вскоре сражался с ним и проиграл. Взорвался вместе с Драоидом и Зеногелдом. Вероятнее всего погиб. Стихия бакуганов —Сабтерра. Главный бакуган — механический ниндзя Драоид.
- Король Зеногелд (англ. King Zenoheld) — изгнанный король вестов. Ненавидел всех бакуганов и мечтал их уничтожить. Заменил Спектру после того, как он ушёл из Вексов. Уничтожил всех Легендарных Воинов Стихий для того, чтобы получить энергию стихий, с помощью которой планировал запустить систему уничтожения бакуганов. До последнего сражался против бойцов, но взорвался вместе с Хайдроном, который его предал. Стихия бакугана —Пайрус. Его бакуганом является механический дракон Фарброс, который может объединяться с Боевым Порядком (4200 G) (Поэтому он и побеждал всех своих противников).
- Профессор Клэй Фермин (англ. Professor Clay Fermin) — отец Миры и Кита. Создавал кибер-бакуганов на основе ДНК настоящих. Также создал систему уничтожения бакуганов. Мира старалась уговорить его перейти на её сторону, но он был уже слишком одержим своей работой. Но он старался заботиться о своих детях. Одержим своими исследованиями настолько, что сошёл с ума. Погиб во время крушения базы, но успел просмотреть послание принцессы Фабии Шин.

### Bakugan Gundalian Invaders

#### Бойцы
- Фабия Шин (англ. Fabia Sheen) — младшая сестра королевы Нифии — Сирены. Отлично владеет боевыми навыками. Была послана Сиреной на Землю, чтобы найти лучшего игрока в бакуган, который поможет положить конец войне с Ганделией. Когда она пришла к бойцам, ей не поверил никто, кроме Шуна который решил выслушать её рассказ, и помог ей доказать что Рэн Кролэр — враг. Позже Рэн признал свои ошибки, она его простила и позволила вступить в команду бойцов. Также выясняется, что у неё был жених — Джин, но он был убит Казариной. После этого она сама отправилась в Гандэлию, чтобы спасти Аранота от Казарины, ибо Бакуган Джина был единственным, что напоминало Фабии о её погибшем женихе, о котором она сильно тоскует, но скрывает свои эмоции. Фабия заменила бакуганов Джейка, Шуна и Маручо на настоящих, т.к у них были лишь цифровые клоны. Появилась в Импульсе Мехтаниума, но уже как королева Нифии. Стихия её бакуганов — Хаос. Главный бакуган — рыцарь-ниндзя Аранот (англ. Aranaut). Доспехи — Боевой Крашер.
- Джейк Вэллори (англ. Jake Vallory) — выходец из Бэйвью. Стал новым другом Дэна, когда Дэн приехал в этот город. Он увлекается американским футболом. Он никогда раньше не играл в бакуган, проиграл в своей первой битве, но победил в матче-реванше благодаря советам Джули. Сейчас он хороший боец. Какое-то время был завербован Казариной, и сражался на стороне Гандэлии, но был побеждён бойцами и вернулся в команду, освободившись от гипноза. Как и остальные является рыцарем замка, элитным солдатом гвардии Нифии. Стихия его бакуганов — Сабтерра. Его главный бакуган — титан Коредэм (англ. Coredem). Кордем сначала был цифровым клоном, но затем Фабия заменила его на настоящего бакугана. Доспехи — Рок Хаммер.
- Рэн Кролэр (англ. Ren Krawler) — ганделианец, замаскированный под человека, которого прислал на Землю император Бародиус, чтобы найти сильных бойцов и нанести поражение Нифии. Сначала Рэн подружился с бойцами ещё в конце сезона «Новая Вестройя» и долгое время им лгал, пока не появилась Фабия. После того, как бойцы поняли, что он враг, он отправился обратно к Бародиусу, однако позже, он вновь присоединился к бойцам — Фабия его простила. Стихия его бакуганов — Даркус. Его главный бакуган — демон-рыцарь Лайнхольт (англ. Linehalt) (последний из древнего племени Тёмных Бакуганов, обладавших Запретными Силами). Доспехи — Бумикс. Рэн показал свой истинный облик после боя с Маручо. В облике человека Рэн имеет тёмную кожу, белые волосы и светло-карие глаза. Принимая реальную форму Рэн похож на гуманоида. От человека гандэлианца отличают фактически только заострённые уши, когти, рептильные глаза и ступни как у динозавра. Появился в Импульсе Мехтаниума, но уже как капитан вооружённых сил Гандэлии под началом Нурзака. Его бакуган по-прежнему Лайнхольт.

#### Тайные агенты от Гандэлии
- Сид Аркэйл (англ. Sid Arkail) — боец Пайроса. По характеру похож на Волта Ластера из Новой Вестройи. Предположительно был уничтожен императором, но выяснилось что он жив и находится в лаборатории Казарины. Позже он сбежал. Упал со скалы во время битвы и предположительно погиб. Главный бакуган — рубиновый дракон Рубаноид (англ. Rubanoid). Доспехи — Дестракон.
- Лена Айсис (англ. Lena Isis) — боец Акваса. Действует аналогично Майлин Фэрроу в Новой Вестройе. Очень умна, хитра и рассудительна. Проиграла в бою, и чтобы избежать наказания от Казарины решила на неё напасть. Но Казарина узнала о задуманном ею, и предположительно её убила. Однако позже выяснилось что она жива, но находится в ловушке лаборатории Казарины. Была освобождена, но из-за гибели Казарины, она перешла на сторону Нифии. Главный бакуган — гидра Фосфос (англ. Phosphos). Доспехи — Терроркрест.
- Зенет Сурров (англ. Zenet Surrov) — боец Хаоса. Зенет является очень странной личностью, и она сильный боец. Очень напоминает Шэдоу Проува своими манерами и характером. Была предположительно убита, но оказалось что она в лаборатории Казарины. Была освобождена, но из-за гибели Казарины, она перешла на сторону Нифии. Главный бакуган — рыцарь Контэстир (англ. Contestir). Доспехи — Спартабластер.
- Мэйсон Браун (в оригинале - Брюс Браун) (англ. Mason Brown) — боец Сабтерры. Он был первым с кем сражался Джейк. Предположительно погиб, когда Священная Сфера выпустила волну защитной энергии, чтобы предотвратить уничтожение Нифии. Однако он оказался живым, что показывают в 29 серии, и встал на сторону Нифии. Главный бакуган — виверн Эвиор (англ. Avior). Доспехи — Лашор.
- Джесси Гленн (англ. Jesse Glenn) — боец Вентуса. Очень сильный боец. Говорит с Британским акцентом. Знаменитый поэт и актёр Гандэлии, известный своими повестями и высказываниями. Смог победить самого Хактора и Нео Зипрейтора. Позже был якобы убит, но потом он был показан в лаборатории Казарины с остальными. Был освобождён, но из-за гибели Казарины, он перешёл на сторону Нифии. Главный бакуган — дракон Плифеон (англ. Plitheon). Доспехи — Вилантор.

#### Боевая Дюжина Гандэлии (The Twelve Orders)
Элитный отряд Гандэлии, состоящий из 6 представителей правящего класса. Их задача — завладеть Священной Сферой Нифии и использовать её силу, чтобы покорить Вселенную.
- Император Бародиус (Маг Мэлл) (англ. Emperor Barodius (Mag Mel))— лидер Боевой Дюжины, правитель Гандэлии. Он родился в семье, которая уже много поколений управляет Гандэлией. Является основным антагонистом в Гандэлианских захватчиках. Мало говорит, но при этом дьявольски умен и коварен. Он может использовать молнии, способные убить человека. Его главная цель — покорить Нифию и всю Вселенную, используя силу Священной Сферы. Больше всего он доверяет Гиллу как брату. Стихия его бакуганов — Даркус. Его главный бакуган — даракноид Дарак (англ. Darak), Доспехи — АирКор (AirKor), мегаконструктор — Дарак Колоссус. Появился в Импульсе Мехтаниума, но уже как Маг Мэлл, а Дарак появился как Рэйзеноид (мутировали в результате контакта со Священной Сферой Нифии). Оба постоянно мучили Дэна и Драго видениями, и в это время Дэн мог читать его мысли, но и Маг Мэлл мог делать тоже самое. Они имели Врата (ДНК первых бакуганов, мутировавшая после контакта с Кодом Жизни) и Ключ (Код-ключ, также мутировавший после контакта с Кодом Жизни), но не полные фрагменты, что и требовали от Дэна и Драго. Также получал силы от боев в Бакуган Интерспэйс, чтобы возродиться. Имел слуг — Анубиаса и Селлон, которые бились с отчаянными бойцами. Позже после того, что они выполнили его планы и стали ненужными, он их убил. Погибли оба на Луне в 26-й серии от атаки Драго, когда он эволюционировал во Фьюжен Драгоноида.
- Эрзел (англ. Airzel)— капитан вооружённых сил Гандэлии, высококвалифицированный специалист по информационным анализам. Ученик и протеже Гилла. Эрзел скрывается в тени, чтобы защитить Бародиуса. Погиб случайно, пытаясь спасти Гилла. Стихия его бакуганов — Вентус. Его главный бакуган — крылатый самурай Страйкфлаер (англ. Strikeflier). Доспехи — Боевая Турбина.
- Нурзак (англ. Nurzak)— старейшина Гандэлии. Служил ещё при предыдущем императоре. Очень умный и мудрый среди гандэлианцев. Хотя он самый старший участник Боевой Дюжины, у него больше всех физической энергии. В бою очень хорошо планирует стратегии, и оценивает ситуацию. Был «убит» Императором Бародиусом, но был показан в 36-й серии вместе с Мэйсоном (а также в 4 сезоне), и вместе с Мейсоном встал на сторону Нифии, а после победы над Бародиусом он стал правителем Ганделии, сказал перед уходом на Ганделию, что он изменит её в лучшую сторону и укрепит дипломатические отношения с Нифией. Появился в Импульсе Мехтаниума, но уже как премьер-министр Гандэлии. Стихия его бакуганов — Сабтерра Его главный бакуган — минотавр Сабатор (англ. Sabator). Доспехи — Чомпикс.
- Гилл (англ. Gill)— спокойный и хладнокровный воин, который обязан верностью Императору Бародиусу и готов доверить ему свою жизнь. Родился 1 января 1989 года. У него не было родителей, и он воспитывался Императором Бародиусом, на которого смотрел как на старшего брата. Наставник Эрзела. По приказу Императора Бародиуса, он пойдёт в бой независимо от того правильно это или нет. Он убил Казарину, так как она посчитала его ненужным. Погиб от того, что его убил Бародиус, узнав, что он — убийца Казарины. Стихия его бакуганов — Пайрус. Его главный бакуган — самурай Кракикс (англ. Krakix). Доспехи — Висер.
- Стоика (англ. Stoica)— двойная личность — может быть ангелом, а может дьяволом. Когда он ангел, он весёлый и забавный, но когда он в режиме дьявола, он очень жесток и безумен, и никто не может его остановить. Его противнику в бою очень сложно отгадать его следующий ход. Много раз спасал Ганделию благодаря своим гениальным способностям в битве. Он самый младший участник Боевой Дюжины. Предположительно погиб от случайности, так как Стоика и Лифириус держали Драгоноида Колоссуса, а Дарак убил и Стоику, и Лифириуса, и Драгоноида Колоссуса, но может быть, они попали между измерениями. Стихия его бакугана — Аквас Его главный бакуган — лобстер Лифириус (англ. Lythirus). Доспехи — Рэйзоид.
- Казарина (англ. Kazarina)— хитрая, хладнокровная и безжалостная личность. Её целью является развитие способностей бакуганов, которые могут соперничать с Нифией. Она — единственный учёный, знающий тайну эволюции бакуганов, за что Император Бародиус и назначил её директором исследовательского центра биологии бакуганов. Ходят слухи, что она проводит над бакуганами жестокие биологические эксперименты. Казарина может гипнотизировать людей, что она и делает, чтобы заставить их сражаться на стороне Гандэлии. Позже была убита Гиллом. Стихия её бакуганов — Хаос. Её главный бакуган — волк Лумаграул (Англ. Lumagrowl). Доспехи — Бариас.

#### Другие персонажи
- Лайнус Клод (англ. Linus Claude) — королевский рыцарь Нифии. Был послан капитаном Элрайтом, чтобы он отдал Фабии бакугана Нео Зибзама, который хранит Элемент. (Элемент — это жизненная сила Нифии, без него Нифия превратится в неплодородную пустыню. Поэтому Гандэлия хочет забрать Элемент, чтобы он помог ему в битве с Нифией. Является частью силы, заключённой в Священной Сфере). Он прибыл на Землю, стараясь найти Фабию, но потерял Нео Зибзама в бою против Рэна и Джесси. После этого он попал в больницу, так как его завалило обломками на арене боя. Стихия его бакуганов — Пайрус. Главный бакуган — Нео Зипрэйтор (англ. Neo Ziperator), потом Рубаноид. После того, как Зипрэйтор передал Драго Элемент, он явился к Лайнусу во сне, чтобы рассказать об этом и попрощаться с другом. Позже вернулся на Нифию, где продолжил службу в рядах королевских рыцарей.
- Королева Сирена (англ. Queen Serena) — королева Нифии, и старшая сестра Фабии. Достаточно красивая. Именно она послала Фабию на Землю, чтобы найти сильных бойцов которые помогут защититься от Ганделии. Очень беспокоится о Нифии и о своём народе.
- Капитан Элрайт (англ. Captain Elright) — главнокомандующий войсками Нифии. Когда первый оборонительный щит Нифии был разрушен, послал Лайнуса на Землю, чтобы передать Фабии Нео Зибзама, а сам взят в плен к Гандэлии. Позже сбежал и вернулся на Нифию. Сделал бойцов вместе с Фабией королевскими рыцарями. Стихия его бакуганов — Хаос. Главный бакуган — Рапторикс (англ. Raptorix), позже его бакуганом стал Аранот, бакуган-напарник Фабии.
- Джин (англ. Jin) — бывший капитан Нифианских войск и жених Фабии. Убит Казариной и Лумаграулом в бою. Фабия носит с собой приборчик с голограммой Джина, как воспоминание о нём. После того, как Казарина убила Джина, у Фабии проявилось недоверие ко всем гандэлианцам. Стихия —Хаос. Главный бакуган — Аранот (после его смерти перешёл к Фабии).

## Настольная игра
Настольная игра Бакуган — это стратегическая карточная игра для 2-8 человек. Каждый игрок должен иметь при себе три «Карты Ворот» (Карты с металлической пластиной внутри) Золотого, Серебряного и Медного цветов, три «Карты Способностей» (Бумажные карты) Зелёного, Красного и Синего цветов и три любых Бакугана. Бакуганы не должны быть идентичны, но если шарики выглядят одинаково, принадлежат одной Стихии, но у них разная G-сила – они не считаются идентичными.
По правилам второго сезона игрок может взять одну Ловушку Бакуган. По правилам третьего сезона игрок может выбрать: взять ему две Ловушки Бакуган, два Батлгира (Доспех, боевое снаряжение) или один Батлгир и одну Ловушку. По правилам четвертого сезона можно использовать Боевые Машины, Бакунано или Мектоганов, а так же карты к ним. Синие Карты Способностей и Фиолетовые «Карты Эволюции» расцениваются как отдельные каты и не включаются в состав трёх основных карт.
Бой должен проходит на твёрдой, ровной поверхности, такой как стол, пол или специальная арена. Игроки садятся друг на против друга и кладут перед собой выбранную «Карту Ворот» рубашкой вверх. Свои «Карты Способностей» участники могут держать в руках или справа от себя. Справа от себя – это стопка неиспользованных, там лежат и закрытые бакуганы, Ловушки, Доспехи, Боевые Машины и другие карты.
По правилам обычного боя, карты, выставленные на поле, должны лежать дальше от себя, ближе к противнику и касаться друг друга одной стороной. Если участника три – карты касаются друг друга углами, образуя треугольник. Если участников четверо – карты образуют квадрат.
Первым ход совершает младший из игроков, дальше по часовой стрелке. Игрок катает Бакугана на карту, при попадании Бакуган раскрывается и показывает свою G-силу. Если Бакуган не остановился и не раскрылся на карте – игрок должен сложить и убрать используемого Бакугана слева от себя. Этого бакугана больше нельзя использовать. Так же слева будут складываться и использованные Карты Способностей, Ловушки, Батлгиры и тд. Когда все Бакуганы уйдут в стопку используемых, их можно переложить обратно в правую сторону и играть ими снова. Играть снова Картами Способностей нельзя.
Когда два Бакугана разных участников попадут на карту – начнётся бой. Карту ворот нужно перевернуть и сложить указанную на ней силу с силой своего Бакугана, ориентируясь на его Стихию. На карте ворот, по мимо картинки и текста, в левой части изображены 6 Стихий, и у каждой свой бонус. Если на карте написан текст, его нужно учитывать, ставя выше основных правил игры. Выигрывает тот, чей Бакуган окажется сильнее. (Если Карта Ворот гласит, что в этом бою побеждает тот Бакуган, чья G-сила ниже – это правило ставятся выше основных правил игры).
После выигранного боя победитель забирает своего Бакугана и Карту Ворот, на которой проходило сражение. Чтобы выиграть, нужно собрать три карты ворот.
Если два Бакугана одного участника попали на одну карту, игрок должен выбрать, какого Бакугана переместить на другую карту. Если на поле только одна Карта Ворот, игрок автоматически выигрывает эту карту.
Когда на поле не осталось Карт Ворот, игроки кладут их снова.